# Harry Partch
 Der er for få eller ingen kildehenvisninger i denne artikel, hvilket er et problem. Du kan hjælpe ved at angive troværdige kilder til de påstande, som fremføres i artiklen.

Harry Partch (24. juni 1901 – 3. september 1974) var en amerikansk komponist og instrumentbygger. Han var stort set autodidakt. Han udviklede en skala med 43 trin pr. oktav. Han byggede talrige nye instrumenter i glas, metal og træ.
Hans musik er meget vanskelig at bevare, da den er knyttet til samlingen af skrøbelige og unikke instrumenter.

## Partch Diamant
```
         7/4
      3/2   7/5
   5/4   6/5   7/6
1/1   1/1   1/1   1/1
   8/5   5/3   12/7
      4/3   10/7
         8/7
```